# Changbin
Seo Chang-bin (en hangul, 서창빈; en hanja, 徐彰彬; romanización revisada, Seo Chang-bin; McCune-Reischauer, Sŏ Changbin; Yongin, 11 de agosto de 1999), más conocido como Changbin (창빈)es un rapero, compositor y productor surcoreano. Es popularmente conocido por ser miembro del grupo Stray Kids. Además, forma parte del trío 3Racha bajo el pseudónimo SpearB, que se encarga de componer y producir las canciones del grupo. 

## Biografía y carrera

### 1999-2018: Primeros años e inicios en su carrera musical
Seo nació el 11 de agosto de 1999 en Yongin, Gyeonggi, Corea del Sur. Su familia está compuesta por sus padres y una hermana mayor. Cuando era niño, pensó que le gustaría unirse a una de las 100 mejores universidades para complacer a sus padres. Pero en algún momento dejó de interesarse por aprender, solo escuchaba rap y hacía lo suyo. Al principio, sus padres no estaban muy contentos con la elección de su hijo, pero luego, al ver su interés, se alegraron de que fuera tan diligente en su objetivo. Tras la aceptación de sus padres, inició sus estudios musicales en Mu Doctor Academy.
A finales de 2016, pasó a formar parte de la unidad 3Racha junto con Bang Chan (CB97) y Han (J.One). En ese momento, Changbin usó el seudónimo SpearB. El 18 de enero de 2017, el trío lanzó su primer mixtape J:/2017/mixtape en SoundCloud. En agosto de 2017, se anunció que JYP junto con Mnet estaban preparando un nuevo reality show, que tenía como objetivo formar un grupo de chicos. La peculiaridad de este programa fue que desde el principio el grupo ya estaba formado y el objetivo de los chicos era debutar con nueve integrantes. Seo debutó como integrante de Stray Kids con el lanzamiento del EP I Am Not el 25 de marzo de 2018.

### 2020-presente: Composiciones y actividades en solitario
Como parte de la plataforma SKZ-PLAYER, Changbin lanzó la canción «Streetlight» el 17 de mayo de 2020. En el vídeo musical, a menudo utiliza varias imágenes y metáforas, como una farola que difunde la luz, lo que le da una sensación de seguridad y la completa oscuridad que lo rodea, simbolizando su propia sensación de inseguridad. Desde el comienzo del vídeo en blanco y negro, comienza a tomar color a medida que Changbin sube al escenario, un lugar que le da confianza y ganas de seguir adelante. La letra fue escrita en su totalidad por él mismo, Bang Chan también apareció como invitado. En junio, apareció como participante del programa King of Mask Singer, donde interpretó la canción «Tomorrow» de Tablo. El 23 de octubre, lanzó la canción «Cypher» para la plataforma SKZ-RECORD.
El 14 de marzo de 2021, Changbin junto a Felix publicaron la canción «Because» (좋으니까) para la cual escribieron la letra, y Bang Chan arregló la música. Al día siguiente, fue invitado con Lee Know y Seungmin al programa de radio Day6 Kiss The Radio (DeKiRa), presentado por Young K de Day6. Las canciones «Piece of a Puzzle» (조각) con Seungmin y «Up All Night» (오늘 밤 나는 불을 켜) con Bang Chan, Felix y Seungmin para SKZ-PLAYER fueron lanzadas el 24 de marzo y 19 de junio, respectivamente.
Changbin realizó varias transmisiones en solitario en V Live, así como con otros miembros de Stray Kids. Ha aparecido varias veces en Chan's Room. En una de estas transmisiones junto con Han, mostraron a los fanáticos cómo trabajan en la composición. Posteriormente, Changbin junto con los otros integrantes de 3Racha, apareció en el programa Loud para colaborar con los aprendices el Equipo JYP. Junto con Yoon Min, Cho Doo-hyun, Lee Gye-hun, Mitsuyuki Amaru, Okamoto Keiju y Lee Dong-hyeon, interpretaron la canción «Back Door».
El 21 de octubre, exclusivamente en Joox —servicio de transmisión para países asiáticos y sudafricanos—, se lanzó la canción «Mirror Mirror», en colaboración con los cantantes tailandeses F.Hero y Milli, donde Changbin apareció como invitado. La canción se ubicó en el puesto 19 de la lista World Digital Song Sales de Billboard.

## Discografía

### Canciones
| Título                                                                            | Año                    | Mejor posición         | Ventas                 | Álbum                  |                        |
| Título                                                                            | Año                    | US World               | Ventas                 | Álbum                  |                        |
| Como artista principal                                                            | Como artista principal | Como artista principal | Como artista principal | Como artista principal | Como artista principal |
| --------------------------------------------------------------------------------- | ---------------------- | ---------------------- | ---------------------- | ---------------------- | ---------------------- |
| «Streetlight» (ft. Bang Chan)                                                     | 2020                   | —                      | N/A                    | Sin álbum              |                        |
| Como artista invitado                                                             |                        |                        |                        |                        |                        |
| «Mirror Mirror» (F.Hero x Milli ft. Changbin)                                     | 2021                   | 19                     | N/A                    | Mirror Mirror          |                        |
| «–» indica que el lanzamiento no fue lanzado o no se posicionó en ese territorio. |                        |                        |                        |                        |                        |

## Filmografía

### Programas de televisión
| Año  | Título                 | Cadena | Nota(s)    |
| ---- | ---------------------- | ------ | ---------- |
| 2017 | Stray Kids             | Mnet   | Competidor |
| 2020 | King of Mask Singer    | MBC    | Competidor |
| 2021 | Kingdom: Legendary War | Mnet   | Ganador    |
| 2021 | Loud                   | SBS    | Invitado   |